# Synagoga w Bychawie
Synagoga w Bychawie – synagoga znajdująca się w Bychawie przy ulicy Tadeusza Kościuszki 5.

## Historia
Synagoga została zbudowana w 1810 roku na miejscu starej synagogi. W 1876 roku podczas pożaru uległa poważnemu zniszczeniu, po którym natychmiast przystąpiono do gruntownej renowacji synagogi. Po wielu latach ukończono go w 1897 roku.
Podczas II wojny światowej synagoga została zdewastowana przez hitlerowców. Po zakończeniu wojny budynek przebudowano na potrzeby remizy strażackiej, a następnie dostosowano go do potrzeb warsztatu samochodowego i magazynu. Od 1995 roku synagoga stoi opuszczona i stopniowo popada w ruinę. Znajduje się na terenie składu przedsiębiorstwa budowlanego, poprzez co wstęp do jej środka jest bardzo utrudniony.
23 lipca 2007 roku na mocy ustawy z 1997 roku o restytucji mienia żydowskiego synagoga została zwrócona Gminie Wyznaniowej Żydowskiej w Warszawie, która przekazała ją pod opiekę Fundacji Ochrony Dziedzictwa Żydowskiego. W listopadzie 2007 roku fundacja sprzedała budynek synagogi prywatnej osobie, która wyremontowała dach budynku i przywróciła mu pierwotny kształt.
W celu dalszego remontu i renowacji budynku synagogi została powołana Fundacja „Bychawa – miasto wielu kultur”.
Budynek synagogi można zwiedzać po kontakcie telefonicznym – numer 604 466 687.

## Architektura
Murowany i orientowany budynek synagogi wzniesiono na planie prostokąta w stylu barokowym. Wewnątrz w zachodniej części znajduje się przedsionek, z którego wchodzi się do kwadratowej głównej sali modlitewnej, która przykryta jest sklepieniem dziewięciopolowym, którego środkowa część jest wsparta na czterech filarach, między którymi dawniej stała bima. Nad przedsionkiem, na piętrze znajduje się otwarty na salę główną dziewięcioma otworami babiniec. Całość jest przykryta dachem dwuspadowym.
Na ścianach sali głównej, jak również babińca znajduje się częściowo zachowany kompleks polichromii, który został wykonany w większości podczas remontu synagogi przeprowadzonego w latach 1867–1897. Większość została umieszczona symetrycznie we fryzie biegnącym pod oknami.
Na ścianie wschodniej, po obu stronach aron ha-kodesz częściowo zachowały się dwie tablice fundacyjne, na których widnieje chronogram ich wykonania 571, czyli 1810–1811 rok. W późniejszym okresie została powtórzona, w skróconej wersji, również na ścianie wschodniej. Tekst pierwszej tablicy brzmi:

To dom, który wybudował Panu Jicchak, i twierdza Pana, ducha jego i serca jego. A zakończono i wykończono całą robotę z oknami i dalej aż do jego wysokości i jego dachu i ścian domu wokół i arkę Pana; a "cała granica jego dookoła to święte świętych" (Ez 43,12). Który zbudował dom Pana – oto ten szczodry, możny, słynny nasz nauczyciel, pan Jicchak syn zmarłego naszego nauczyciela, pana Mordechaja błogosławionej pamięci. To miejsce w pobliżu dla uczonego naszego nauczyciela, pana (tekst zniszczony). W roku 571.

Na ścianie wschodniej zachowały się również inskrypcje z personaliami osób, które wykupiły stałe miejsca w synagodze. Większość inskrypcji flankują kolumny oplecione wicią roślinną, wśród których można dostrzec lwy, jelenie, ryby, pawie, ptaki, korony, bukiety w wazach. Na sklepieniu znajdują się przedstawienia instrumentów muzycznych.
Na środku ściany wschodniej zachowała się wnęka aron ha-kodesz nad którą zachowała się XX-wieczna polichromia przedstawiające dwa szofary przy tarczy słonecznej i nieczytelne fragmenty inskrypcji hebrajskich. Na ścianie południowej zachowało się przedstawienie menory, w kształt której wpisano tekst psalmu 67.
Synagoga pozostaje w złym stanie technicznym. Ściany są zawilgocone, w oknach brakuje szyb, a z elewacji odpadają tynki. Na ścianie południowej znajdują się dwie wybite dwuskrzydłowe bramy, które w przeszłości służyły wozom strażackim. W synagodze składuje się również macewy ze zniszczonego cmentarza żydowskiego.